# Minden (Schiff, 1810)
Die Minden, auch HMS Minden, war ein 74-Kanonen-Linienschiff (Zweidecker) 3. Ranges der Ganges-Klasse der britischen Marine, das von 1810 bis 1844 in Dienst stand.

## Geschichte

### Bau
Das am 5. Juni 1803 bestellte Schiff, benannt nach der Schlacht bei Minden von 1759 im Siebenjährigen Krieg, bei der britische, hannoversche und preußische Truppen einen Sieg über die Franzosen errangen, wurde im Jahr 1808 in der indischen Werft Jamshedji Bomanji Wadia auf Kiel gelegt. Der Stapellauf erfolgte am 19. Juni 1810 und die Indienststellung noch im selben Jahr.

### Einsatzgeschichte
Während des Krieges von 1812 zwischen den Vereinigten Staaten von Amerika und Großbritannien diente sie in der Chesapeake Bay. Während dieser Zeit soll sich angeblich Francis Scott Key an Bord der Minden befunden haben und den ersten Vers der späteren amerikanischen Nationalhymne The Star-Spangled Banner geschrieben haben. Diese Behauptung ist aber nicht eindeutig belegt.
Weiterhin diente die Minden vor Algier, Java und Australien.
Zum Ende ihrer Karriere wurde die Minden als Lazarettschiff nach Hongkong verlegt, weil ein zuvor dort stationiertes Lazarettschiff von einem Taifun zerstört worden war. Im Jahre 1857 wurde die HMS Alligator ihr Nachfolger. Zur Ehrung der Minden wurden im Stadtteil Kowloon zwei Straßen nach ihr benannt: die Minden Row und Minden Avenue.
|      | Unteres Batteriedeck    | Oberes Batteriedeck     | Backdeck                                         | Achterdeck                                        | Geschütze (Geschossgewicht) |
| ---- | ----------------------- | ----------------------- | ------------------------------------------------ | ------------------------------------------------- | --------------------------- |
| 1810 | 28 × 32-Pfünder-Kanonen | 28 × 18-Pfünder-Kanonen | 2 × 12-Pfünder-Kanonen 2 × 32-Pfünder-Karronaden | 4 × 12-Pfünder-Kanonen 10 × 32-Pfünder-Karronaden | 74 Geschütze (421 kg)       |